# Бродбент, Питер
Питер Фрэнк Бродбент (15 мая 1933 — 1 октября 2013) — футболист из Англии. Большую часть карьеры он провёл в «Вулверхэмптон Уондерерс», а также играл на чемпионате мира 1958 года.

## Биография
Бродбент начал свою карьеру с «Брентфордом» и в 1951 году был подписан «волками», одним из лучших клубов в английской лиге на то время. Он останется в клубе в течение следующих 14 лет, забив более 100 голов, выиграв три чемпионских титула и кубок Англии по футболу, он также сыграл семь раз за сборную Англии. Он сыграл свой последний матч в Футбольной лиге в 1970 году за «Стокпорт Каунти».
В апреле 2007 года стало известно, что 74-летний Бродбент страдает болезнью Альцгеймера, которая начала подавать первые признаки, ещё когда Бродбенту было шестьдесят. Он жил в доме престарелых в Вулвергемптоне. 1 октября 2013 он умер в возрасте 80 лет, на то время он жил с болезнью Альцгеймера около 15 лет.

## Популярность
В автобиографии Джордж Бест признался, что в детстве был болельщиком «волков» и что Бродбент был тем игроком, которым он больше всего восхищался, в дальнейшем футболисты подружились. Алекс Фергюсон также заявил, что Бродбент был его любимым игроком молодости.